# Les Transportés
Les Transportés, ou Le Chant des Transportés, est une chanson révolutionnaire de 1876 qui fait référence à la déportation des communards en Nouvelle-Calédonie. 

## Texte
Les paroles sont de Jean Allemane, chantées sur l'air des Sapins de Pierre Dupont. Jean Allemane écrit Le Chant des Transportés en septembre-octobre 1876, alors qu'il est lui-même transporté au bagne de Nouvelle-Calédonie à cause de sa participation à la Commune de Paris. Il est alors emprisonné à l'île Nou.
Le texte insiste sur la désolation et la douleur de l'exil et compare le bagne à la mort. Comme le relève Robert Brécy, « Il est remarquable que cette chanson est plus patriotique que révolutionnaire. ». En effet, comme le note l'historienne Madeleine Rebérioux, « Jean Allemane rappelle que ses camarades sont les fils de la France ». Les transportés sont aussi, dans cette chanson, des « soldats d'avenir », acteurs passés et futurs du combat révolutionnaire. 
Pierre Dupont avait publié auparavant, en 1849, une autre chanson intitulée Le Chant des Transportés,. Le sujet n'est pas le même : Pierre Dupont y honore les révolutionnaires déportés après les journées de juin 1848.

## Enregistrements
- Les Quatre Barbus, La Commune de Paris, SERP, MC 7009[1].
- Groupe 17, Chants de la Commune, Chants du monde, LDX, 74447[1].